# Seres 3
Seres 3 – elektryczny samochód osobowy typu crossover klasy kompaktowej produkowany pod amerykańsko-chińską marką Seres od 2020 roku.

## Historia i opis modelu

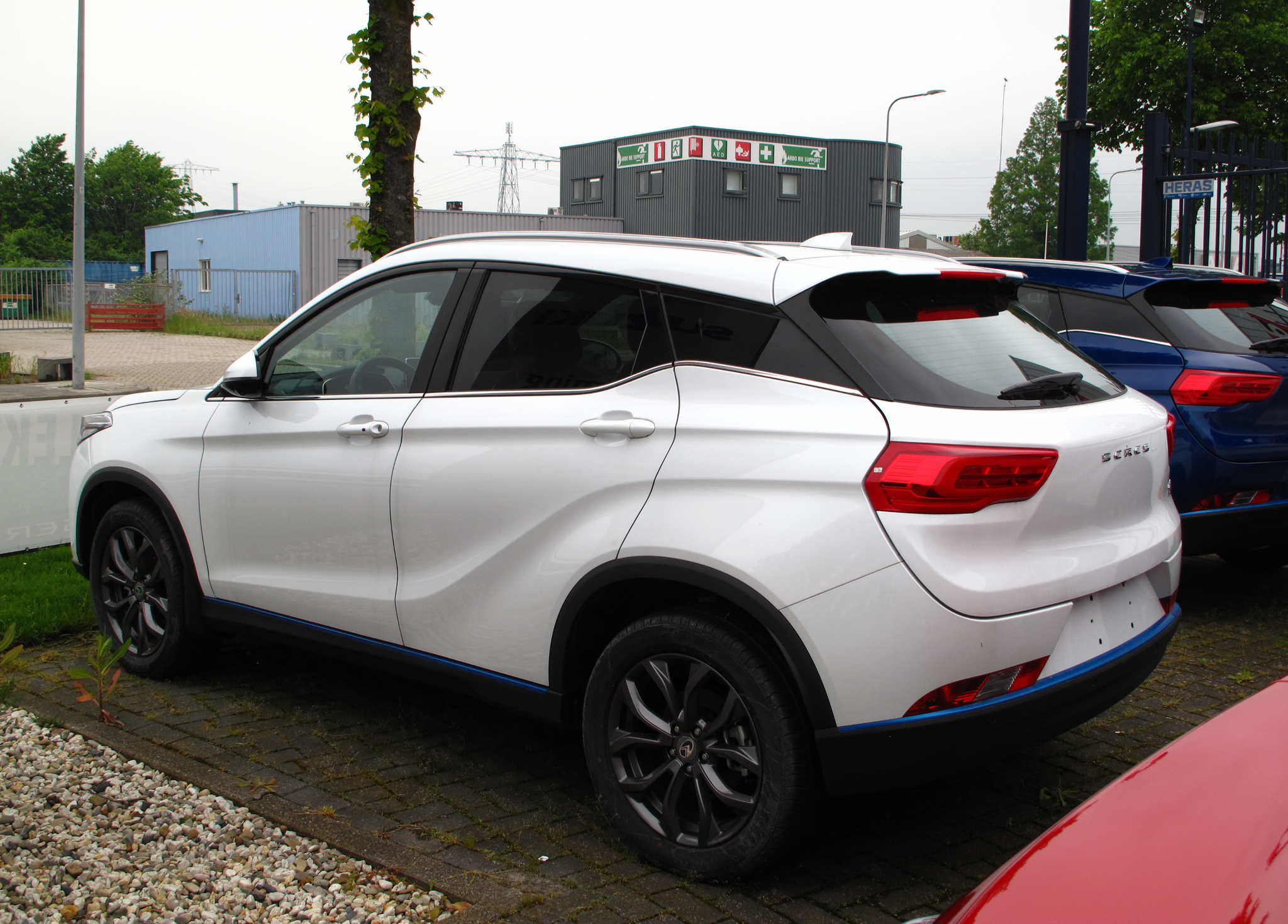
Seres 3 – tył

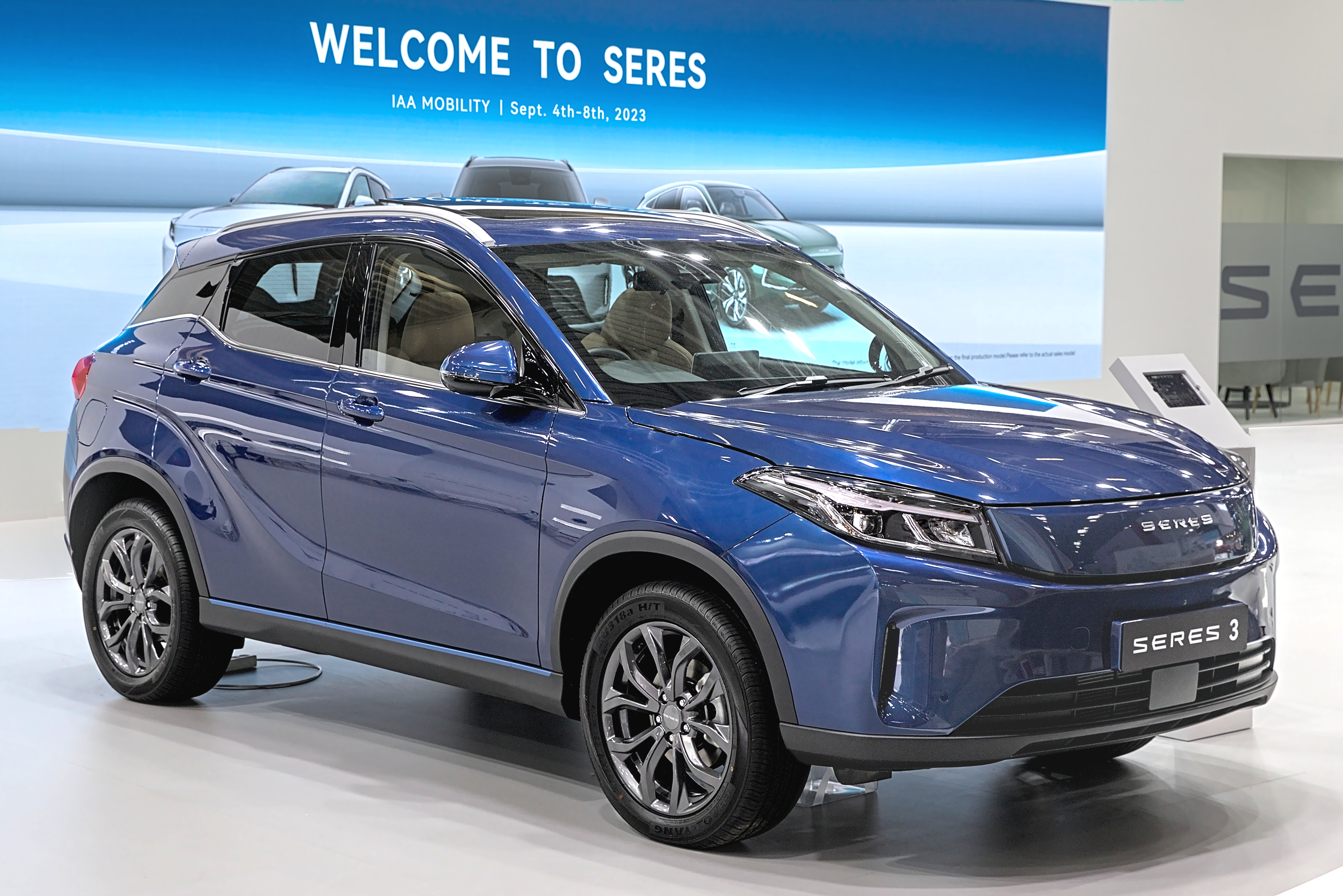
Seres 3 po liftingu

W grudniu 2020 roku Seres zdecydował się skorzystać z partnerstwa z chińskim DFSK, uzupełniając swoją ofertę o mniejszy model Seres 3 dla rynku europejskiego. Pojazd powstał jako bliźniacza konstrukcja produkowanego od 2013 roku modelu Dongfeng Fengon E3.
Pod kątem wizualnym Seres 3 wyróżnił się przeprojektowanym pasem przednim z dużym, szarym panelem w miejscu imitacji atrapy chłodnicy, zyskując centralnie umieszczone logo firmowe. Ponadto, pojazd odróżnił się od pierwowzoru jeszcze innymi oznaczeniami producenta na m.in. klapie bagażnika oraz na kole kierownicy. Wyposażenie standardowe objęło m.in. skórzaną tapicerkę czy system kamer 360°.

### Lifting
We wrześniu 2023 podczas międzynarodowych targów IAA Mobility w Monachium przedstawiono wariant po restylizacji, który wzorem chińskiego odpowiednika zmieniającego jednocześnie zmianę na Landian E3, Seres 3 przeszedł restylizację. Skoncentrowała się ona głównie na wyglądzie pasa przedniego, który zyskał przemodelowany przedni zderzak i więcej powierzchni w kolorze nadwozia na rzecz mniej kontrastujących akcentów. Zmiany przeszła ponadto jeszcze deska rozdzielcza.

### Sprzedaż
Pierwszym rynkiem zbytu dla Seresa 3 opracowanego specjalnie z myślą o rynkach europejskich została Holandia, a także sąsiednie Niemcy. W pierwszej połowie 2021 roku producent zdecydował się rozpocząć rozbudowę rynków zbytu, przez co sprzedaż objęła także Włochy, Norwegię i Hiszpanię. We wrześniu tego samego roku, dzięki m.in. międzynarodowemu przedsiębiorstwu Busnex czy spółce Plichta Electric, Seres 3 trafił także w sprzedaży na terenie Polski.

### Dane techniczne
Seres 3 jest samochodem elektrycznym, którego układ napędowy tworzy silnik o mocy 164 KM i maksymalnym momencie obrotowym 300 Nm. Bateria o pojemności 53 kWh pozwala przejechać na jednym ładowaniu maksymalnie do 350 kilometrów według europejskiej procedury pomiarowej WLTP.